# Juan Dolz del Castellar
Juan Dolz del Castellar (Castellar, Aragó, segle XV — † segle xvi) va ser un filòsof aragonès deixeble de Gaspar Lax. Es conegueren quan Gaspar Lax impartia classes d'Art en el Col·legi de Montaigu de París. El 1509, va finalitzar els seus estudis de llicenciatura i magisteri en Arts. Va impartir classes d'Arts al Collège de Lisieux de París, pels volts de 1509, i a Montalban (Carcí), pels volts de 1518. Va publicar un total de quatre tractats entre els anys 1510 i 1518, dels quals destaca Disceptationes (1512).

## Obres
- Syllogismi... (1511)
- Disceptationes (1512)
- Summulae logicales (tractat, 1513).